# Partito operaio socialista in Austria
Il Partito operaio socialista in Austria era la sezione autonoma per la popolazione italiana del partito socialista in Austria-Ungheria.

## Storia
Il Partito socialdemocratico dei lavoratori, fondato nel 1888, si considerava rappresentante del movimento operaio in Cisleithania. Tuttavia, partiti socialdemocratici o socialisti indipendenti emersero gradualmente nelle parti non di lingua tedesca della monarchia asburgica. A Trieste, si dice che l'Associazione operaia di risparmio e mutuo soccorso esistesse già nel 1869, un club socialista fu sciolto dalle autorità nel 1881. La prima associazione socialista di lunga data a Trieste fu la "Confederazione operaia internazionale a Trieste", fondata nel 1888, ma ufficialmente sciolta nel 1891. Nel settembre 1894, i socialisti triestini crearono finalmente l'associazione politica "Lega sociale-democratia", che pubblicò il giornale “Il lavoratore” dal febbraio 1895. Da quando la socialdemocrazia austriaca in Cisleitania iniziò ad organizzarsi su base nazionale, i socialisti italiani si fusero nel 1902 per formare la "Sezione italiana Adriatica del Partito operaio socialista in Austria".
Dopo che la socialdemocrazia era appena riuscita a prendere piede nel Trentino prima del 1890, i socialdemocratici triestini in Trentino iniziarono a fare campagne per la causa della socialdemocrazia. Ad esempio, Antonio Guerin fu ben accolto dai lavoratori italiani a Merano nel 1894, e nello stesso anno fu fondata l'Associazione socialdemocratica fra Bolzano, Trento e Rovereto. Nel loro luogo di studio a Graz, studenti italiani come Cesare Battisti di Trento e Antonio Piscel di Rovereto nel 1892 si unirono per formare la "Società Studenti Trentini", commissionata dal Partito socialdemocratico, tra i lavoratori italiani a Graz per promuovere la festa. Con la collaborazione di Battisti a Vienna nel 1895, Guerin pubblicò "L'avvenire", il primo giornale socialdemocratico per il Trentino. Dall'ottobre 1896, il giornale fu pubblicato come L'avvenire del lavoratore a Rovereto e successivamente a Riva e Trento era. Dopo il loro ritorno in Trentino, Battisti e Piscel, insieme allo studente milanese Lino Sartori, promossero con successo la socialdemocrazia tra gli operai industriali. Di conseguenza, un'associazione dei lavoratori separata fu fondata a Rovereto nel 1896, e le manifestazioni di maggio a Trento e Rovereto seguirono nel 1897. Al VI congresso del partito Piscel dei socialdemocratici austriaci fu il primo socialista trentino a prendere parte e il 26 settembre 1897 la "Sezione italiana per Trentino, Tirolo e Vorarlberg" tenne il suo primo congresso a Trento. Mentre i socialdemocratici austriaci cercavano organi autonomi delimitati a livello nazionale in Austria-Ungheria, i membri del "Partito Socialista trentino" sostenevano il Trentino autonomo in Italia.
Insieme, le sezioni per la regione costiera e il Trentino formarono il "Partito operaio socialista in Austria" dal 1907, i cui membri del partito furono chiamati "socialdemocratici italiani" per differenziarli dai socialdemocratici tedeschi. Con Augusto Avancini (1907–1911) e Cesare Battisti (1911–1916) del Distretto elettorale 6 del Tirolo, i socialdemocratici italiani trentini entrarono a far parte della Camera dei rappresentanti dell'austriaco Reichsrat, i socialdemocratici italiani a Trieste hanno potuto votare con Valentino Pittoni e Giovanni Oliva dei distretti elettorali di Trieste 1 e 4 per il Reichsrat. Tuttavia, i socialdemocratici italiani non costituivano un club indipendente, ma erano stagisti nel "Club dei socialdemocratici tedeschi".